# باسكوالي روسي
باسكوالي روسي (بالإيطالية: Pasquale de Rossi)‏ هو رسام إيطالي، ولد في 1641 في فيتشنزا في إيطاليا، وتوفي في 28 يونيو 1722 في روما في إيطاليا.